# Gwesped groehni
Gwesped groehni (лат.) — ископаемый вид мелких архаичных ос-бетилид, единственный в составе рода Gwesped из подсемейства Lancepyrinae. Обнаружен в отложениях мелового периода. Бирманский янтарь (99 млн лет; Мьянма). Название рода происходит от слова, означающего «оса» в региональном бретонском языке (Бретань, северо-запад Франции). Видовой эпитет является патронимом в честь Карстена Грона (Carsten Gröhn), который предоставил образец янтаря с типовым экземпляром для изучения. 

## Описание
Тело уплощённое (длина 3,82 мм). Голова четырёхугольная, примерно такой же длины, как и ширины, с металлическими отблесками; лоб пунктирован; сложный глаз круглый, расположен на передней половине головы. Антенны короткие; 10 члеников жгутика компактные. Мезосома узкая; проплеврон виден дорсально; дорсальная пронотальная область сужена кпереди; нотаулюс и парапсидальные бороздки присутствуют; мезоскуто-мезоскутелларная бороздка широко соединяет латеральные бороздки; метанотум перекрывает мезоскутеллум сзади; метаподнотальный срединный киль присутствует; латеральный край метапектально-проподеального комплекса изогнут, задний угол с небольшим латеральным зубчатым выступом. Переднее крыло с трубчатыми и длинными Rs+M; птеростигма округлая; 2r-rs&Rs полностью трубчатые.